# Celownik ZG 1229 Vampir

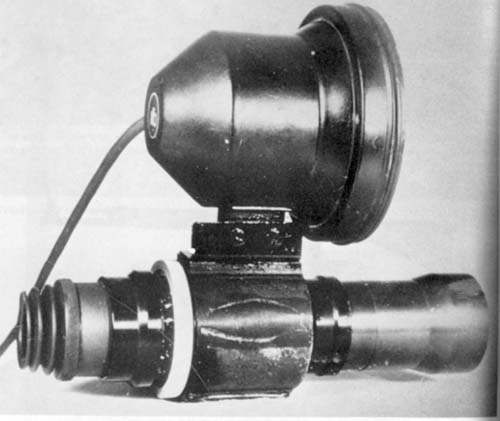
Celownik ZG 1229 Vampir

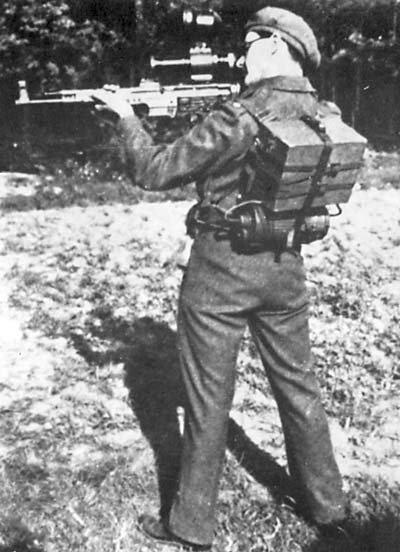
Brytyjski żołnierz z karabinkiem automatycznym Sturmgewehr 44, wyposażonym w celownik ZG 1229 Vampir

Celownik ZG 1229 Vampir (niem. Zielgerät 1229) – niemiecki celownik noktowizyjny z okresu II wojny światowej, mocowany na karabinku automatycznym Sturmgewehr 44. Było to pierwsze urządzenie tego typu na świecie.

## Historia
Już przed II wojną światową podejmowano próby stworzenia urządzenia zdolnego do widzenia w ciemności. W 1939 roku prototyp, przeznaczony do działa przeciwpancernego 35/36 L/45 był gotowy. Na jesieni 1942 roku zestaw (lampa podczerwona i celownik – ZG 1221), użytkowany z armatą PaK 40 L/46 był także montowany na niszczycielu czołgów Marder II. W połowie 1943 roku zaczęto próby z montowaniem reflektorów i dokładniejszych celowników na czołgach Panzerkampfwagen V Panther (Sperber/FG 1250). 
ZG 1229 wszedł do uzbrojenia w lutym 1945 roku. Transporter Sd.Kfz.251/20 (Infrarotscheinwerfer-Panzerwagen) przewoził duży reflektor o średnicy 60 centymetrów emitujący światło podczerwone, dzięki czemu żołnierze z Vampirem nie musieli nosić lampy, a co za tym idzie również ciężkiego pojemnika z baterią.

## Opis
Żołnierz wyposażony w karabinek z Vampirem był nazywany „Nachtjäger”. ZG 1229 był montowany na karabinku, na specjalnej szynie. Wyprodukowano tysiąc sztuk karabinka Sturmgewehr 44 wyposażonych w taką szynę. Aparat składał się z celownika i lampy emitującej światło podczerwone. Ważył około 2,3 kilograma, a reszta oporządzenia 13 kilogramów (w tym między innymi bateria do lampy, przenoszona w drewnianym pojemniku i transformator przenoszony w zmodyfikowanej puszce po masce przeciwgazowej).
Żeby płomień wylotowy nie uszkodził celownika (był bardzo wrażliwy na światło), montowano specjalny stożkowy tłumik płomienia. Wyprodukowano 310 sztuk celowników karabinowych serii 0.